# 상호 의사소통성
상호 의사 소통성(mutual intelligibility)이란 다른 언어나 방언의 화자들끼리 특별한 노력 없이도 서로의 언어를 알아들을 수 있는 것을 말한다. 이는 가끔 언어를 방언과 구별하는 기준이 된다.
이는 한 언어의 화자가 다른 언어를 이해하는 것보다 다른 언어의 화자가 한 언어를 더 잘 이해하는 비대칭성을 가질수도 있다. 예를 들어, 아프리칸스어는 네덜란드어의 복잡한 문법과 어려운 어휘를 소실하였으므로, 네덜란드어 화자가 아프리칸스어를 이해하기는 비교적 쉬우나, 아프리칸스어 화자가 네덜란드어를 이해하기는 비교적 어려울 수 있다.

## 말과 글 둘다 의사소통이 되는 경우
- 노퍽어 - 핏케언어 - 캐롤라인어
- 루마니아어 - 몰도바어(로마자 사용시)
- 르완다어 - 룬디어
- 말레이시아어 - 인도네시아어
- 불가리아어 - 마케도니아어
- 비슬라마어 - 톡 피신
- 몬테네그로어 - 보스니아어 - 세르비아어(로마자 사용시) - 슬로베니아어 - 크로아티아어 (슬로베니아어를 제외한 4개의 언어는 같은 언어지만 정치 분쟁으로 나뉘어졌다.)
- 스웨덴어 - 덴마크어 - 노르웨이어
- 스코틀랜드 게일어 - 아일랜드어
- 스페인어 - 포르투갈어 - 갈리시아어
- 아제르바이잔어 - 크림 타타르어 - 튀르키예어 - 투르크멘어 - 가가우즈어
- 아프리칸스어, 네덜란드어와 프리지아어, 림뷔르흐어, 플라망어 등의 저지 프랑코니아 제어 및 독일어, 룩셈부르크어 등의 독일 제어
- 영어 - 스코트어
- 우크라이나어 - 벨라루스어 - 러시아어
- 이누이트어 - 알류트어 - 유픽어
- 표준 이탈리아어, 나폴리어, 리구리아어, 베네토어 등의 이탈리아 반도 제어
- 체코어 - 슬로바키아어
- 카탈루냐어 - 알게르어 - 발렌시아어(3개의 언어 모두 스페인어와 어느정도 의사소통 가능하다.)
- 투발루어 - 토켈라우어(Tokelauan)
- 핀란드어 - 에스토니아어 - 카렐리야어(로마자 사용시)
- 몽골어 - 부랴트어 - 차하르 몽골어
- 카자흐어 - 키르기스어

## 말로만 의사소통이 되는 경우
- 위구르어 - 우즈베크어(위구르어는 위구르 문자나 아랍 문자를, 우즈베크어는 로마자를 사용한다.)
- 우르두어 - 힌디어(힌디어는 데바나가리 문자를, 우르두어는 아랍 문자의 변형인 페르시아 문자를 사용한다.)
- 태국어 - 라오어(라오어는 라오 문자를, 태국어는 타이 문자를 사용한다.)
- 타지크어 - 페르시아어 - 다리어(타지크어는 키릴 문자를, 페르시아어와 다리어는 페르시아 문자를 사용한다.)
- 중국어 - 둥간어(중국어는 한자를, 둥간어는 키릴문자를 사용한다, 그리고 중국어는 4성조, 둥간어는 3성조다.)
- 이누이트어 - 알류트어 - 서부 유픽어(유픽어는 대부분 로마자나, 이누티툭트 문자를 사용하나, 러시아 극동 지방의 유픽어는 키릴 문자를 사용한다.)
- 몰타어 - 표준 구어체 아랍어 - 키프로스 마론파 아랍어(표준 구어체 아랍어는 아랍 문자를, 키프로스 마론파 아랍어는 그리스 문자를, 몰타어는 로마자를 사용한다.)
- 독일어 - 이디시어(독일어는 로마자를, 이디시어는 히브리 문자를 사용한다.)

## 글로만 의사소통이 되는 경우
- 아이슬란드어 - 페로어
- 과거 한자 문화권 (나라 간의 언어는 달랐지만, 고대 중국어에서 뜻이 크게 변하지 않은 한문과 한자를 통해 소통이 됐다.)

## 같이 보기
- 링구아 프랑카
- 다중언어
- 다중심언어
- 방언연속체